# 杜羲年
杜羲年（16世紀—17世紀），字徂徕，辰州府沅陵縣人，明朝政治人物。

## 生平
杜羲年撰文入理精細，作詞簡約古雅，在萬曆四十六年（1618年）中舉人，天啟二年（1622年）成進士。其時魏忠賢與其黨羽擾亂朝政，他因此推辭授官，隱居不出仕，以壽終老。